# ولاية نزوى
ولاية نزوى هي إحدى ولايات سلطنة عمان. وهي ولاية تابعة لمحافظة الداخلية وتعتبر المركز الإقليمي الاستوائي للمنطقة وتبعد عن مدينة مسقط العاصمة بنحو 164 كيلومتر. كانت نزوى عاصمة لعمان في عصور الإسلام الأولى وعرفت بنشاطها الفكري وبالأجيال المتعاقبة من العلماء والفقهاء والمؤرخين العمانيين ولهذا أطلق عليها «ببيضة الإسلام» ولا تزال قلعتها التاريخية شامخة حتى اليوم كما ينتشر بها العديد من الحصون والأبراج والمساجد الأثرية القديمة. وتعتبر نزوى من أفضل و أجمل وأحسن الولايات في سلطانة عمان.

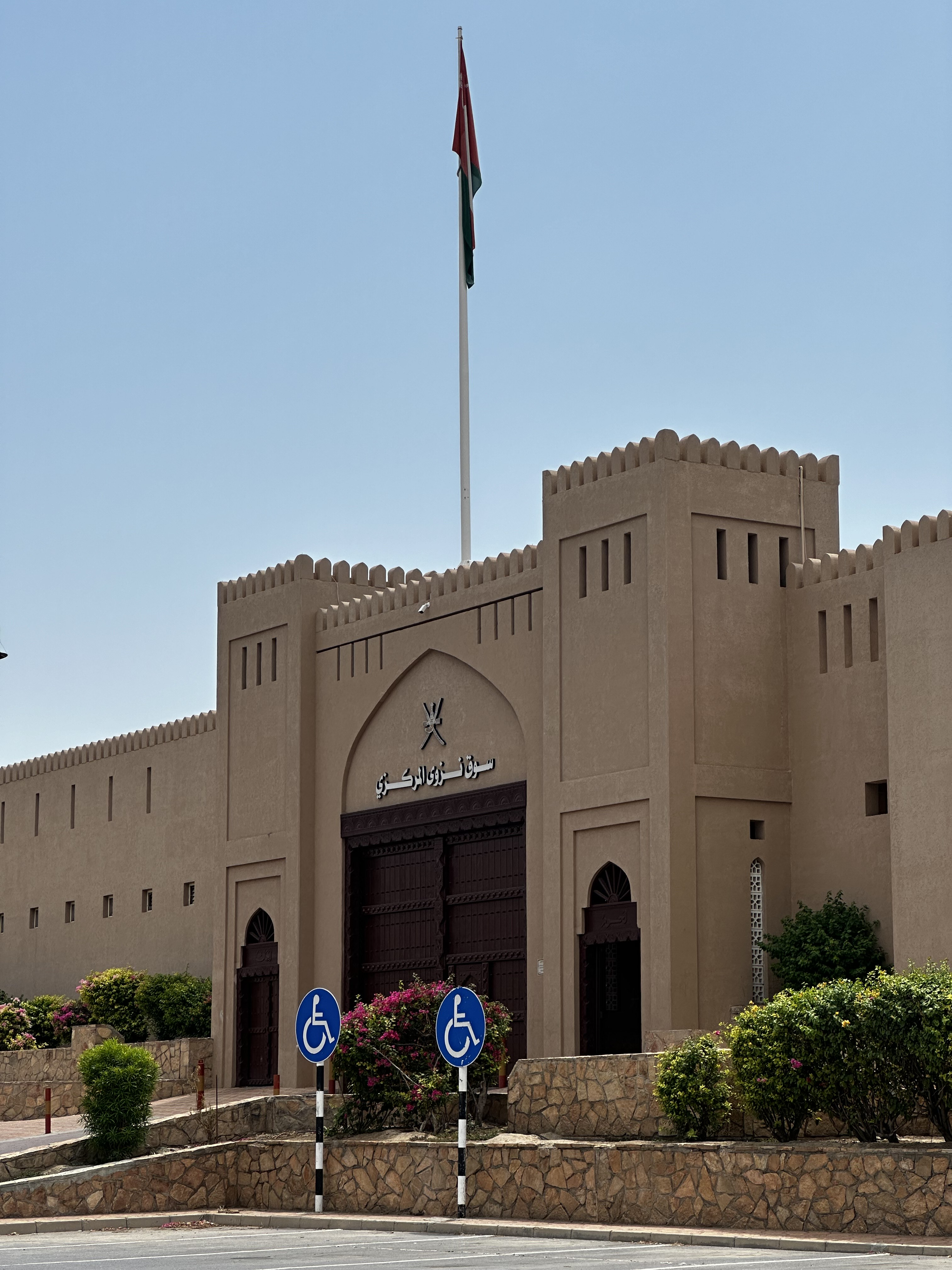
بوابة سوق نزوى المركزي

(انصح بزيارتها و الترويج عنها)

## السياحة في نزوى

### قلعة نزوى
توجد في الولاية قلعة نزوى، وهي إحدى أقدم القلاع في سلطنة عمان حيث تنفرد بشكلها الدائري الضخم المطمور بالتراب، ارتفاعها يصل إلى 24 مترا وقطرها الخارجي 43 متر والقطر الداخلي 39 مترا، بها سبعة آبار وفتحات متعددة لمرابطة المقاتلين المدافعين عن القلعة والمدينة خلال العصور القديمة، وبداخلها مواقع مختلفة للسجون حيث كانت مقرًا للحكم وتنفيذ العقوبات ضد مرتكبي المخالفات والجرائم بأنواعها المتدرجة، بناها الإمام سلطان بن سيف بن مالك اليعربي عام 1660م وترتبط القلعة بحصن ذي ممرات متاهيه معقدة، وقد استغرق بناء القلعة 12عاما، ويوجد بالقرب من مبنى القلعة والحصن سوق نزوى التقليدي الذي اشتهر بصناعاته الحرفية المزدهرة.[بحاجة لمصدر]

### البيوت القديمة (الحارات)
تشتهر ولاية نزوى بوجود الكثير من البيوت والحارات القديمة والتي تلتف حول القلعة و السوق المركزي، ليتم تحويلها الى مزار سياحي تراثي، حيث وجود الخدمات الأساسية ،النزل والاستراحات، وخدمات النقل المختلفة.

### فلج دارس
يعتبر فلج دارس من أكبر الأفلاج في سلطنة عمان وقد أُدرج في قائمة موقع تراث عالمي في يونسكو لكونه يعكس ثقافة المجتمع العماني. وهو يساعد في ري الكثير من المزارع . هذا الفلج الان في حديقة عامة للزوار، للتعرف على التراث العماني و التي تقع في منطقة المرفع (مرفع دارس).

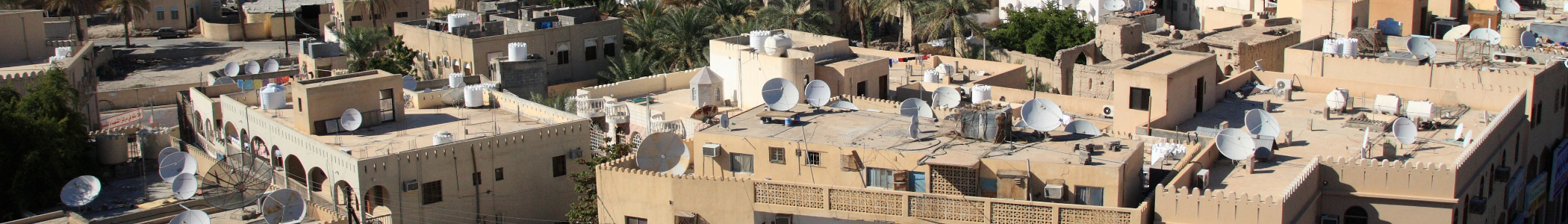

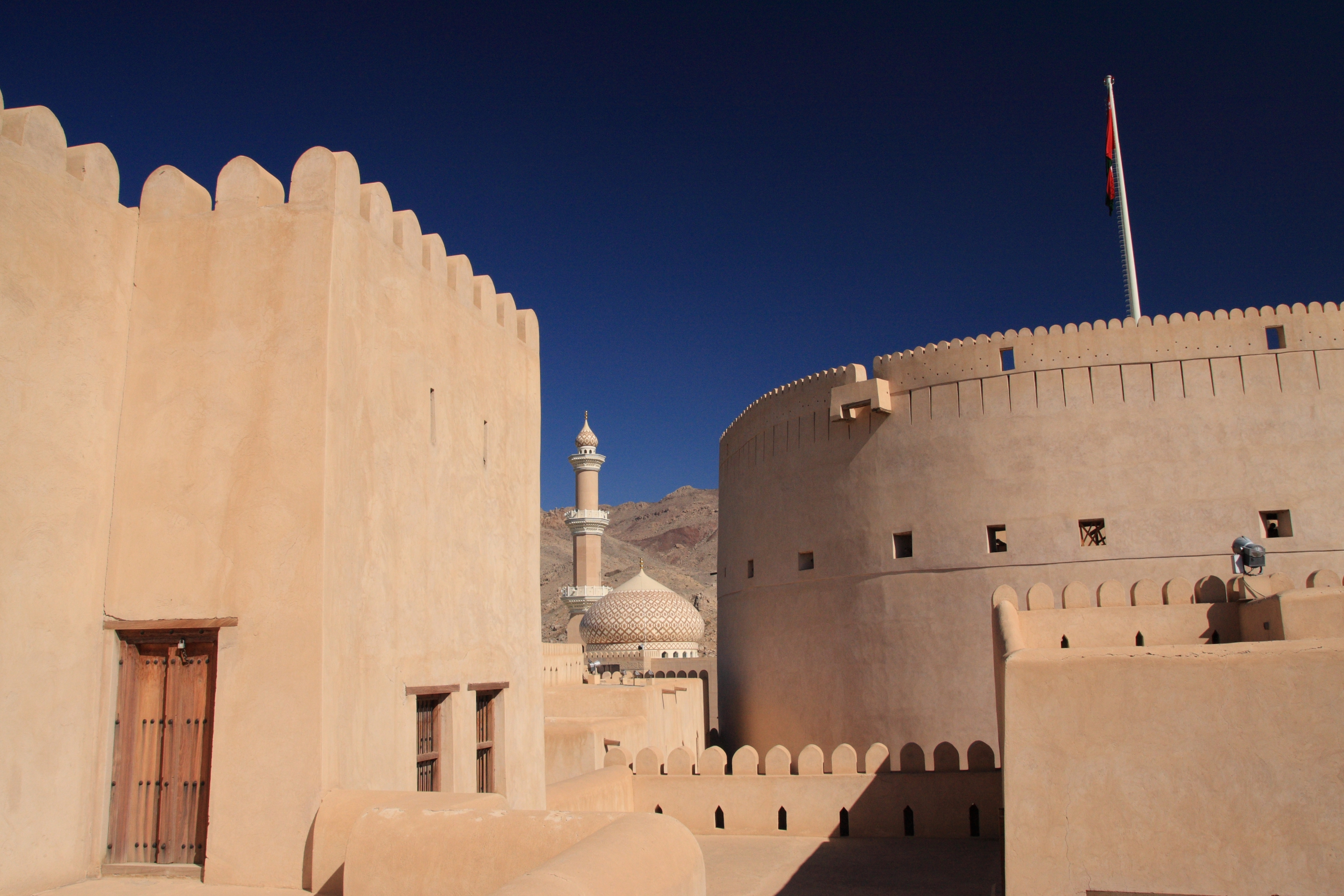
حصن نزوى

نزوى عاصمة الثقافة الإسلامية 2015

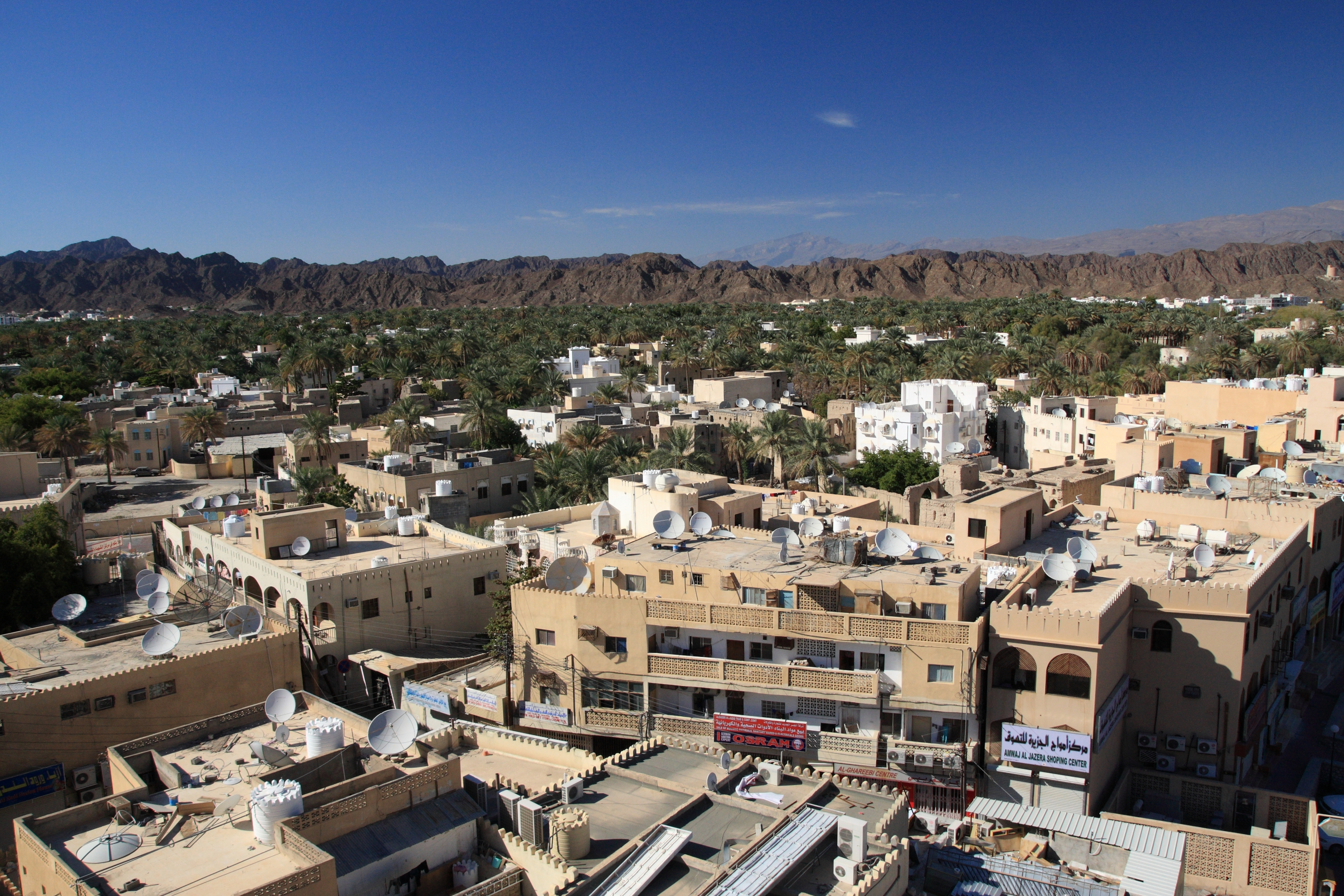
مدينة نزوى

### فلج الخطمين
يعتبر من الأفلاج الداوودية وقد تم إدراجه ضمن قائمة التراث العالمي. وما يميز هذا الفلج هو طريقة انقسام مياهه عند الشريعة إلى ثلاث قنوات كل منها ينال نصيبا متساويا من المياه.

### الجبل الاخضر
ضمن سلسلة جبال الحجر الشرقي لسلطنة عمان، يقع الجبل الأخضر (عمان) على مسافة ٩٤٫٢ كم من نزوى، والذي يشتهر بمناخ يقترب من مناخ البحر الأبيض المتوسط؛ ولذلك تتم فيه زراعة أنواع مختلفة من الفواكه الموسمية كالتين، الخوخ، الرمان وغيرها. ويضم الجبل الأخضر عدداً من الكهوف التي تستقطب عدداً من محبي المغامرات مثل كهف الكور، وغيره .ضمن سلسلة جبال الحجر الشرقي لسلطنة عمان، تقع ولاية الجبل الأخضر بمحافظة الداخلية والتي تعد من أبرز الوجهات السياحية في سلطنة عمان، ويمتاز بارتفاعه الشاهق الذي يبلغ عشرة آلاف قدم فوق سطح البحر، ومناخ فريد من نوعه يقترب من مناخ البحر الأبيض المتوسط.[بحاجة لمصدر]
يتميز مناخ الجبل الأخضر بدرجات حرارة معتدلة في فصل الصيف الذي ترتفع فيه درجات الحرارة في المنطقة بأكملها، وشديد البرودة في فصل الشتاء، فعندما تقترب منه تأخذك هيبة المكان وسحره وشموخه، وهو يعانق الغيوم بسمائه، وأرض مليئة بالتاريخ الإنساني والجيولوجي، كما يتميز بمدرجاته الزراعية البديعة، وأشجاره وثماره الفريدة، وجباله الشاهقة، وتضاريسه المتنوعة، ووديانه الرائعة.[بحاجة لمصدر]
ويضم الجبل الأخضر عدداً من الكهوف التي يمكن اعتبارها أماكن سياحية لمحبي الاستكشاف والمغامرة، ومن هذه الكهوف كهف المعاول وكهف عامر، وكهف الضبع، وكهف الريحانية، وكهف عبد، وكهف الكور، وغيرها من الكهوف الأخرى.[بحاجة لمصدر]
وتوجد في الجبل الأخضر عدد من القرى التي تُشكل لوحة فنية جميلة صاغتها أيادٍ وأنامل الآباء والأجداد وتوارثها الأبناء والأحفاد، ومنها قرية سيق ووادي بني حبيب، والشريجة والعين والعينة والعقر والقشع وسلوت والمصيرة، والمناخر وحيل اليمن، والسوجرة والروس والحليلات والغليل، وعقبة البيوت، والجرير والمعقل، وتتميز هذه القرى بالبيوت القديمة والحارات الأنيقة، ومزارعها الوارفة ومدرجاتها العامرة، كما تتميز بوفرة مياهها، وعيونها العذبة.[بحاجة لمصدر]
وأهم ما يشتهر به الجبل الأخضر زراعة العديد من الفواكه الموسمية كالرمان، والجوز واللوز والتين والخوخ والمشمش والكمثرى والتفاح والعنب وصنوف أخرى من الفواكه، وعدد من النباتات البرية كالبوت و النمت، كما يشتهر الجبل بزراعة النباتات العطرية كــــ الآس، والجعدة، والعلعلان، وورد الجبل الأخضر الذي يستخرج منه أهالي الجبل الأخضر ماء الورد المقطر المشهور بجودته وقيمته العطرية والصحية.[بحاجة لمصدر]
وفي السنوات الأخيرة بدأ الاهتمام بتزايد مزارعي الجبل الأخضر وبإقبال ملحوظ على زراعة أشجار الزيتون، لاستخراج زيت الزيتون الطبيعي النقي منه، محققين من وراء ذلك أهدافا رئيسة أهمها: الاعتبار البيئي لما تتميز به شجرة الزيتون من ديمومة الخضرة يزيد من جمالها وكمالها، وتحملها الظروف البيئة وقلة استهلال المياه، والاعتبار الاقتصادي لما يعود على المزارع من مردود مادي من خلال الحصول على أجود أنواع الزيوت وبيعه بأسعار مناسبة خاصة مع تزايد الطلب عليه من قبل السياح بمختلف جنسياتهم.[بحاجة لمصدر]
تنتشر في الجبل الأخضر الحياة البرية والفطرية والعديد من المحميات الطبيعية التي صدرت بشأنها مراسيم سامية باعتبارها مناطق صون حيث تعيش هناك أنواع عديدة من الحيوانات والطيور النادرة مثل الصقور إضافة الى الوعل الجبلي والغزلان والذئاب والفهود التي تعيش في المناطق الوعرة التي يصعب الوصول إليها.[بحاجة لمصدر]
وتتوفر في الجبل عدد من الخدمات السياحية التي تلبي حاجة السائح، حيث يوجد عدد من الفنادق كـــــ فندق الجبل الأخضر، وفندق أليلا الجبل الأخضر، وفندق سحاب، وفندقين آخرين أحدهما سيُفتتح قريبًا والآخر في قيد التشييد، بالإضافة إلى توفر عدد من الشقق الفندقية، كما يوجد عدد من البيوت التي يتم تأجيرها للسياح بواسطة المكاتب السياحية.[بحاجة لمصدر]
توفر وزارة التراث والسياحة مركزا للخدمات السياحية يقع مع بداية طريق الصعود للجبل الأخضر يقدم خلاله المعلومات السياحية الخاصة بالجبل الأخضر، وأي معلومات سياحية أخرى عن المحافظة، وتتوفر فيه دورات مياه ومصلى للرجال وآخر للنساء ومواقف للسيارات.[بحاجة لمصدر]
ولمحبي المغامرة والمشي قامت وزارة التراث السياحة بمشروع المشي الجبلي الذي يربط بين الجبل الأخضر وعدد من الولايات المختلفة التي تقع على سفح الجبل الأخضر فهناك طريق يربط الجبل الأخضر مع نزوى وآخر مع إزكي وثالث مع نخل ورابع مع العوابي، وغيرها من طرق المشي المختلفة التي يسلكها عشاق المشي وهواة الاستكشاف والمغامرة من مختلف الجنسيات بالإضافة لأبناء البلد.[بحاجة لمصدر]

### نيابة بركة الموز
تتميز منطقة بركة الموز (نزوى) بطبيعتها الجميلة حيث التربة الخصبة للزراعة، وتضم موقع تاريخي مهم وهو حصن الرديدة.
وهي تبعد 21كم من قلب ولاية نزوى.[بحاجة لمصدر]

## الحياة الاجتماعية في نزوى
بُنية مجتمع ولاية نزوى مختلف عن كل الولايات، لكونها ولاية تعتمد بنسبة كبيرة على أهالي و أفراد الولاية، حيث يقومون بالأعمال التجارية، الخدمية بنفسهم؛ لذلك يجد السائح هناك تجربة محلية فريدة ومختلفة عن سائر المناطق الأخرى.[بحاجة لمصدر]